# Gold (2016)
Gold is een Amerikaanse film uit 2016, die geregisseerd werd door Stephen Gaghan en gebaseerd werd op een scenario van Patrick Massett en John Zinman. De hoofdrollen worden vertolkt door Matthew McConaughey, Édgar Ramírez en Bryce Dallas Howard.

## Verhaal
De onsuccesvolle zakenman en explorateur Kenny Wells is op zoek naar een financiële meevaller en besluit daarom samen te werken met de even wanhopige geoloog Michael Acosta. Het duo gaat vervolgens op zoek naar goud in een onverkend deel van de jungle van Borneo.

## Rolverdeling
| Acteur              | Personage               |
| ------------------- | ----------------------- |
| Matthew McConaughey | Kenny Wells             |
| Édgar Ramírez       | Michael Acosta          |
| Bryce Dallas Howard | Kay                     |
| Joshua Harto        | Lloyd Stanton           |
| Timothy Simons      | Jeff Jackson            |
| Michael Landes      | Glen Binkert            |
| Toby Kebbell        | FBI-agent Paul Jennings |
| Corey Stoll         | Brian Woolf             |
| Stacy Keach         | Clive Coleman           |
| Bruce Greenwood     | Mark Hancock            |
| Rachael Taylor      | Rachel Hill             |
| Bill Camp           | Hollis Dresher          |

## Prijzen en nominaties
| Jaar | Prijs         | Categorie          | Genomineerde(n)                                                   | Resultaat   |
| ---- | ------------- | ------------------ | ----------------------------------------------------------------- | ----------- |
| 2017 | Golden Globes | Beste muzieknummer | Iggy Pop, Danger Mouse, Stephen Gaghan, Daniel Pemberton ("Gold") | Genomineerd |

## Productie
In april 2011 raakte bekend dat Patrick Massett en John Zinman een voorbeeldscenario geschreven hadden in de stijl van de The Treasure of the Sierra Madre (1948). Het script, getiteld Gold, werd door Paul Haggis verder ontwikkeld en bezorgd aan regisseur Michael Mann, die erg onder de indruk was en besloot om het via zijn productiebedrijf Forward Pass te verfilmen. In augustus 2011 werd bericht dat Christian Bale was benaderd om de hoofdrol te vertolken.
In maart 2012 verliet Mann het project omdat hij op dat ogenblik al verbonden was aan onder meer de verfilming van de cyberthriller Blackhat (2015). Zeven maanden later belandde Gold, dat gebaseerd was op een Canadees-Indonesisch goudmijnschandaal uit de jaren 1990, bij het productiebedrijf Black Bear Pictures, dat besloot om het scenario in samenwerking met Haggis' productiebedrijf Hwy61 te verfilmen. In mei 2013 werd regisseur Mann vervangen door Spike Lee.
In augustus 2014 werd Matthew McConaughey gecast als hoofdrolspeler. Begin 2015 raakte bekend dat Lee vervangen was door Stephen Gaghan en dat de opnames in juni 2015 van start zouden gaan en plaatsvinden in New York, New Mexico en Thailand. In maart 2015 werd Édgar Ramírez aan de cast toegevoegd. Diezelfde maand verwierf The Weinstein Company de Amerikaanse distributierechten. In mei 2015 werd bericht dat Michelle Williams in de huid zou kruipen van Kay, de echtgenote van McConaughey's personage. De rol ging uiteindelijk in augustus 2015 naar Bryce Dallas Howard.

## Historische achtergrond
Het scenario van Gold werd gedeeltelijk gebaseerd op een Canadees-Indonesisch goudmijnschandaal uit de jaren 1990. David Walsh, een Canadese zakenman die in 1989 de onderneming Bre-X Minerals had opgericht, vond midden jaren 1990 in de jungle van Indonesië grote hoeveelheden goud, waardoor de aandelen van Bre-X enorm stegen. Later bleek echter dat er sprake was van fraude en dat er met opzet goud was toegevoegd aan de steekproeven die moesten nagaan wat de bodemeigenschappen waren.
In de eerste versies van Gold heette het hoofdpersonage eveneens David Walsh. Later werd dit veranderd in Kenny Wells.